# Nicomedes II Epífanes

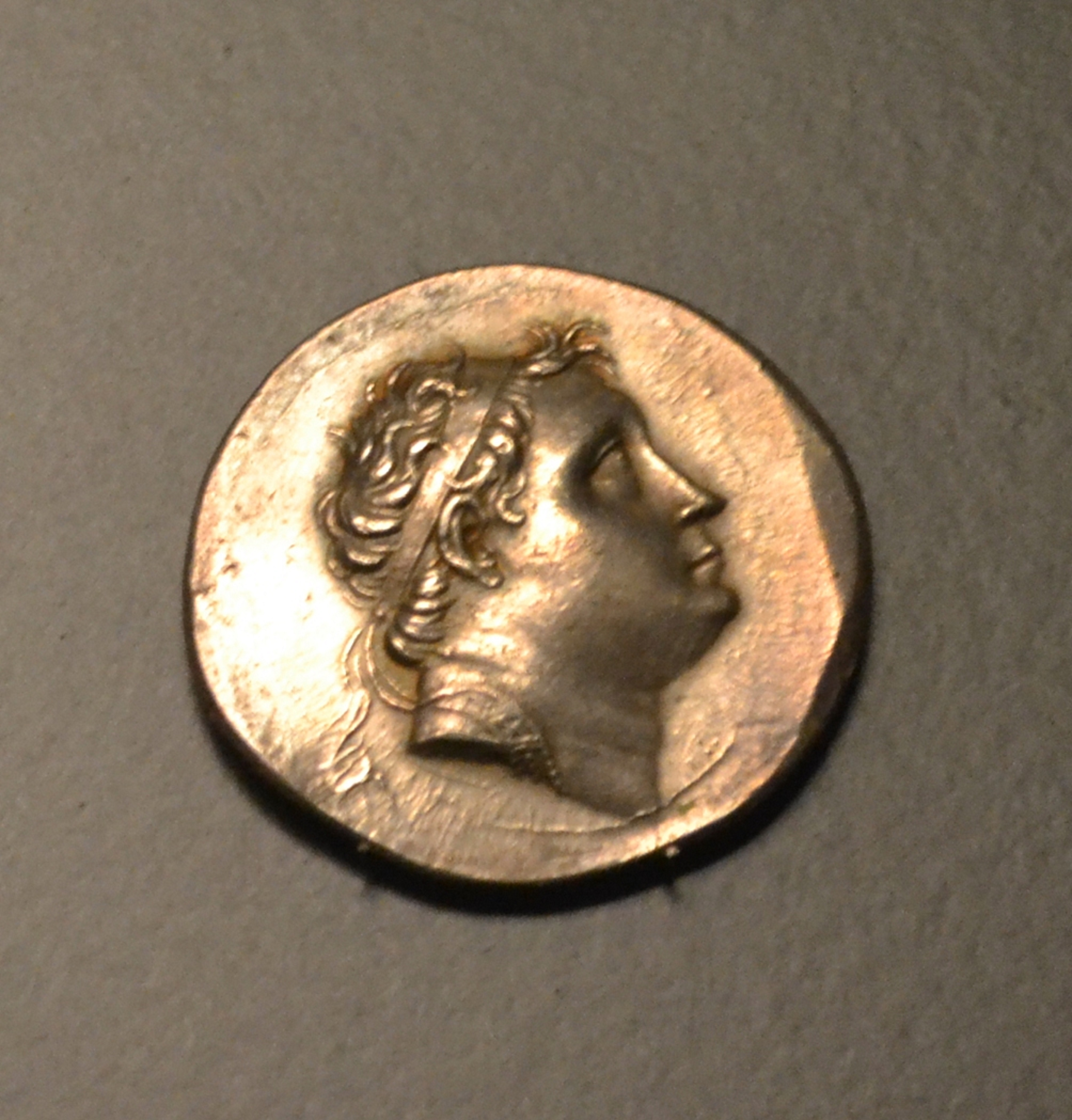
Tetradracma de Nicomedes II. Museu de Prehistòria de València.

Nicomedes II Epífanes (en llatí Nicomedes en grec antic Νικομήδης "Nikomédes") fou rei de Bitínia del 149 aC al 128 aC.
Era fill de Prúsies II i el quart descendent de Nicomedes I. Se'l menciona per primera vegada quan va acompanyar el seu pare a Roma l'any 167 aC on van ser rebuts favorablement pel senat romà. La creixent popularitat del jove príncep va provocar els temors del pare, que, per apartar-lo de la vista dels bitinis, el va enviar com una espècie d'ostatge a Roma.
El 155 aC era a Roma donant suport als ambaixadors del seu pare, que anaven a defensar Prúsies contra les queixes d'Àtal II de Pèrgam. Va romandre a Roma fins al 149 aC i durant aquest temps va obtenir el favor del senat, cosa que només va servir per incrementar els recels del pare que finalment va enviar a Menes a Roma com ambaixador i amb la missió secreta d'assassinar al príncep. Però Menes, veient el favor del que gaudia Nicomedes, en comptes de complir les ordes rebudes les va comunicar al príncep i en aliança amb Andrònic, ambaixador d'Àtal II, van decidir enderrocar Prúsies.
Nicomedes va sortir de Roma en secret i va desembarcar a l'Epir on va assolir obertament el títol de rei i es va dirigir a la cort d'Àtal on va rebre suport militar per les seves pretensions. Quan Nicomedes va entrar al Regne de Bitínia, els soldats i el poble van abandonar a Prúsies que es va refugiar a la ciutadella de Nicea des d'on va escriure a Roma demanant ajut. El senat romà va enviar tres diputats però aquestos de fet es van retirar sense concretar res. Prúsies mentre s'havia traslladat a Nicomèdia, però la ciutat va obrir les portes a Nicomedes; el vell rei va morir assassinat a l'altar de Zeus per orde del seu fill l'any 149 aC, segons diu Appià, que es va apoderar del regne.
Va regnar durant un llarg període (anteriorment es pensava que 58 anys del 149 aC al 91 aC, però després es va descobrir que van ser dos reis del mateix nom per aquest període). Va ajudar els romans en la guerra contra Aristònic de Pèrgam l'any 131 aC. Va morir el 128 aC i el va succeir el seu fill Nicomedes III Evergetes.